# Frejulfe (Lugo)
Frejulfe (llamada oficialmente Santa Eulalia de Frexulfe) es una parroquia española del municipio de Valle de Oro, en la provincia de Lugo, Galicia.

## Organización territorial
La parroquia está formada por veintiuna entidades de población:

### Entidades de población
Entidades de población que forman parte de la parroquia:
- A Abelleira
- Anido
- Cazcalleira (A Cazcalleira)
- Cerdeiras
- Coutomil
- Escallal (O Escallal)
- Freixido
- María Arteira
- O Chaíño
- O Lagar
- O Leirado
- Os Galegos
- O Solloso
- Painzás
- Pazo (O Pazo)
- Piñeiro
- Suaiglesia (Suaigrexa)
- Teixeda
- Vilaestremil
- Vilares

### Despoblado
Despoblado que forma parte de la parroquia:
- Couso

## Demografía
| Gráfica de evolución demográfica de Frejulfe entre 2000 y 2021 |
|                                                                |
| Datos según el nomenclátor publicado por el INE.               |